# Большие Заломы (Тульская область)
Большие Заломы — деревня в Венёвском районе Тульской области России.
В рамках административно-территориального устройства входит в Озеренский сельский округ Венёвского района, в рамках организации местного самоуправления включается в Центральное сельское поселение.

## География
Расположена в 51 километре к северо-востоку от Тулы и в 4 километрах к северо-востоку от райцентра, города Венёв.

## Население
| 2002 | 2010 |
| ---- | ---- |
| 189  | ↘167 |

Население — 167 чел. (2010).